# KIF5B
KIF5B, kinesin family member 5B, est une protéine encodée chez l’homme par le gène KIF5B situé sur le chromosome 10 humain. Elle fait partie de la famille des kinésines, des protéines motrices. 